# 木皿陽平
木皿陽平（きさら ようへい、1979年8月2日 - ）は日本のアニメプロデューサー、音楽プロデューサー。株式会社ストレイキャッツ代表取締役。『ラブライブ!』の担当プロデューサーで知られる。元株式会社ランティスチーフプロデューサー。東京都国分寺市出身。

## 概要
東京都国分寺市出身、慶應義塾志木高等学校、慶應義塾大学経済学部を卒業。株式会社ランティスチーフプロデューサー。アニメ『ラブライブ！』『探偵オペラ ミルキィホームズ』など多数のアニメ作品や、アーティストのプロデュースを担当。
独立して起業。レコードレーベル「株式会社ストレイキャッツ」を立ち上げる。
現在、テレビアニメ『アズールレーン』の音楽プロデューサー、Prima Porta、新田恵海のプロデュースを務める。

## 人物
学生時代はクラシック音楽に没頭。しかし自身の才能のなさを自覚してエイベックスに就職。アニメ担当部署の制作・宣伝に配属されるもわずか1年で異動となる。その後はインターチャネルやドワンゴに転職。ドワンゴ時代に外回りでランティスに出入りするようになり、そこで斎藤滋と意気投合、2010年7月にランティスに転職し、2018年3月まで在籍。その後ベンチャーレコード会社「ストレイキャッツ」を設立。独立後、初の所属タレントはライブレボルト。
ランティス入社後に「ミルキィホームズ」の制作を担当。その経験が後にμ'sでも活かされることになる。
『THE IDOLM@STER』シリーズのファンでもある。趣味は野球とバスケットボール。猫とゴルフと車が好きと公表する。

## 主な担当作品
ランティス時代
| - 探偵オペラ ミルキィホームズ - 花咲くいろは - カーニバル・ファンタズム - Another - だから僕は、Hができない。 - D.C.III 〜ダ・カーポIII〜 - 黒子のバスケシリーズ - ラブライブ!シリーズ - 翠星のガルガンティア - のんのんびより | - ウィッチクラフトワークス - ブレイクブレイド - さばげぶっ! - 純潔のマリア - コメット・ルシファー - SERVAMP-サーヴァンプ- - テイルズ オブ ゼスティリア ザ クロス - TRICKSTER -江戸川乱歩「少年探偵団」より- - ろんぐらいだぁす! - 政宗くんのリベンジ | - ナイツ&マジック - 最遊記RELOAD BLAST - 天使の3P! - アイドルマスター SideM - Code:Realize 〜創世の姫君〜 - クジラの子らは砂上に歌う - 学園ベビーシッターズ - A.I.C.O. Incarnation |

ストレイキャッツ時代
- ライブレボルト[9]
- エガオノダイカ
- アズールレーン[10]
- アラド:逆転の輪[11]
- アイドールズ!
- SELECTION PROJECT
- プラオレ!〜PRIDE OF ORANGE〜

## 主な担当アーティスト
ランティス時代
- アイドルマスター ミリオンライブ!
- 大橋彩香
- SCREEN mode
- 田所あずさ
- NOW ON AIR[12]
- fhána
- μ's（退社後、2020年の9周年記念活動時にもプロデューサーを担当）

ストレイキャッツ時代
- Prima Porta
- 新田恵海[3]
- IDOL舞SHOW - 10人組ユニット「X-UC」担当[13]
- ライブレボルト[2][14]
- えなこ[15]
- Run Girls, Run![16]